# Daisuke Miyamoto
Daisuke Miyamoto (japanisch 宮本 大輔, Miyamoto Daisuke; * 17. April 1999 in der Präfektur Yamaguchi) ist ein japanischer Leichtathlet, der sich auf den Sprint spezialisiert.

## Sportliche Laufbahn
Erste internationale Erfahrungen sammelte Daisuke Miyamoto 2015 bei den Jugendweltmeisterschaften in Cali, bei denen er im 100-Meter-Lauf in 10,78 s den siebten Platz belegte. 2018 siegte er bei den Juniorenasienmeisterschaften in Gifu in 39,65 s mit der japanischen 4-mal-100-Meter-Staffel und gewann in 10,35 s die Silbermedaille über 100 Meter. Anschließend wurde er bei den U20-Weltmeisterschaften in Tampere in 10,43 s Achter über 100 Meter und belegte mit der Staffel in 39,23 s Rang vier. Bei den IAAF World Relays 2019 in Yokohama erreichte er mit der 4-mal-200-Meter-Staffel in 1:22,67 min den fünften Platz. Anschließend klassierte er sich bei der Sommer-Universiade in Neapel in 10,43 s Rang sieben und siegte mit der japanischen Stafette in 38,92 s. Bei den World Athletics Relays 2021 im polnischen Chorzów wurde er in 39,42 s Dritter in der 4-mal-100-Meter-Staffel hinter Südafrika und Italien.

## Persönliche Bestzeiten
- 100 Meter: 10,23 s (+0,6 m/s), 15. Juni 2017 in Kyōto
  - 60 Meter (Halle): 6,70 s, 2. Februar 2020 in Osaka
- 200 Meter: 20,87 s (+2,0 m/s), 23. März 2019 in Brisbane